# خالد علی
خالد علی (همچنین املای خالد Aly; عربی: خالد علیهای IPA: [ˈxæ:led ˈʕæli]) (متولد ۲۶ فوریه ۱۹۷۲) برجسته مصری وکیل و فعال سیاسی است. او بیشتر به خاطر فعالیت‌های برای عدالت اجتماعی و مبارزه با فساد دولتی و بخش خصوصی شناخته می‌شود.
علی در دقهلیه در یک خانواده روستایی مدرن متولد شد. او در سال ۱۹۹۵ فارغ‌التحصیل شد و مدرک قانونی دانشگاه زگازیک را دریافت کرد.

## فعالیت سیاسی در سال ۲۰۱۴
خالد علی با قانون اساسی مصر در سال ۲۰۱۴ اظهار مخالفت کرد و آن را «نامناسب» برای مصر نامید.
با این حال، او کاندیداتوری خود را در تاریخ ۱۶ مارس ۲۰۱۴ پس از تصویب قانون انتخابات ریاست جمهوری لغو کرد. انتخابات به عنوان «فصلی» که السیسی نیز مجبور به اجرای آن نیست و ارتش نیز خارج از سیاست باقی بماند توصیف شد.

## انتشارات
صابر برکات و خالد علی، حقوق بیمه ما، منتشر شده توسط مرکز مصری حقوق اقتصادی و اجتماعی است.